# Grevillea parallela
Grevillea parallela là một loài thực vật có hoa trong họ Quắn hoa. Loài này được Knight miêu tả khoa học đầu tiên năm 1809.